# Lanza-Zwergfledermaus

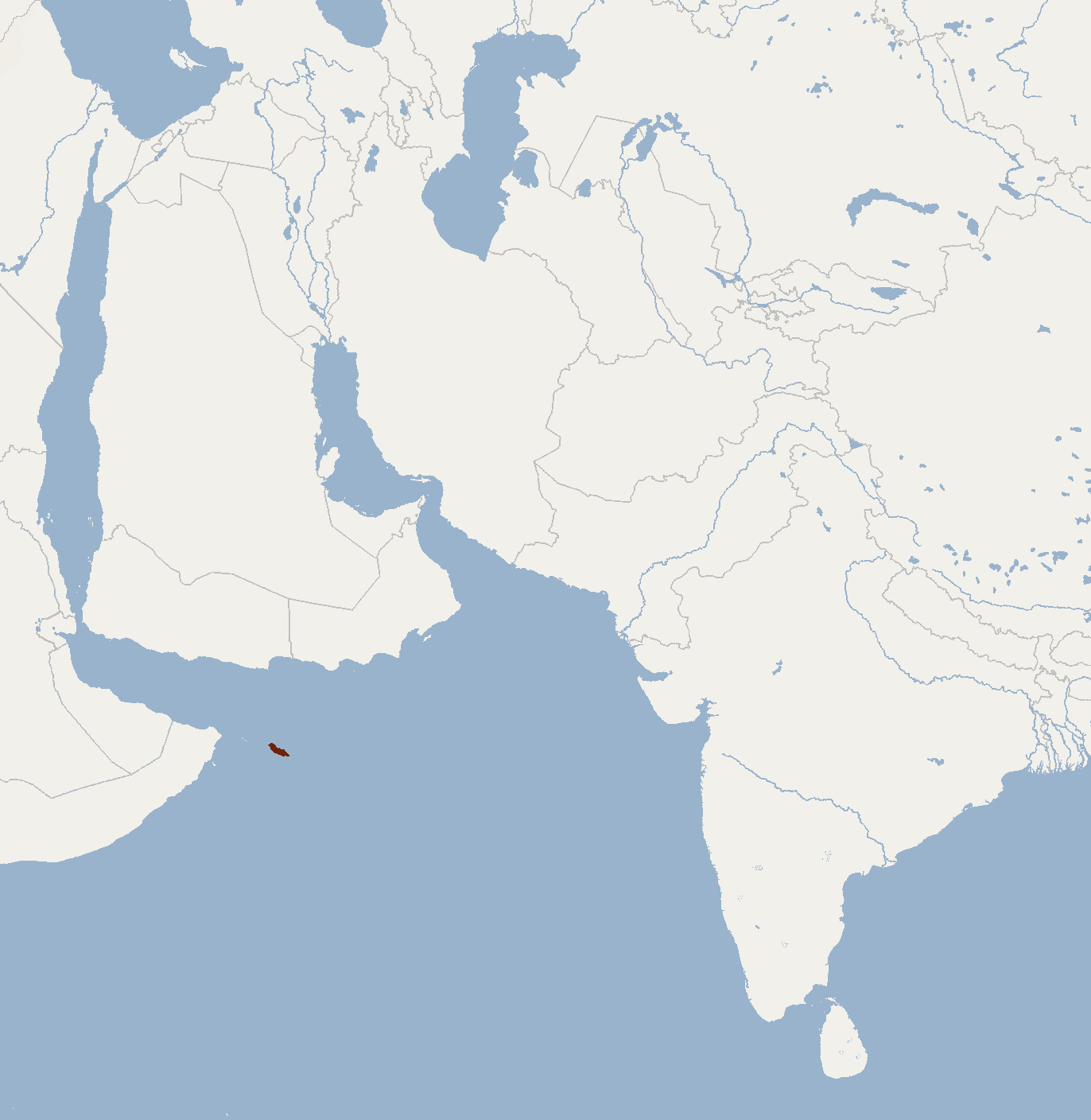
Verbreitungsgebiet der Lanza-Zwergfledermaus

Die Lanza-Zwergfledermaus (Hypsugo lanzai) ist ein auf der jemenitischen Insel Sokotra endemisches Fledertier in der Familie der Glattnasen. Die Population wurde bis zur wissenschaftlichen Erstbeschreibung der Art im Jahr 2011 der Elfen-Zwergfledermaus (Hypsugo ariel) zugerechnet.

## Merkmale
Mit einer durchschnittlichen Kopf-Rumpf-Länge von 46 mm, einer Schwanzlänge von etwa 42 mm, mit 31 bis 33 mm langen Unterarmen und zirka 14 mm langen Ohren erreicht die Art etwa die Größe der Elfen-Zwergfledermaus. Beim rotbraunen Fell der Oberseite ist die äußere Hälfte der Haare leicht heller als der Abschnitt an den Wurzeln. Das Fell der Unterseite ist nur wenig heller, was die Art von der Elfen-Zwergfledermaus unterscheidet. Nackte Bereiche der Schnauze und die Ohren haben eine graubraune Farbe. Kennzeichnend sind die intensiv roten Gliedmaßen sowie Finger und Zehen. Die Lanza-Zwergfledermaus hat graubraune leicht durchscheinende Flughäute und vom Schwanz ragt nur eine kleine Spitze aus der Schwanzflughaut. Weitere Unterschiede zur Elfen-Zwergfledermaus bestehen in einer abweichenden Form des Penisknochens und sehr breiten dritten Molaren im Oberkiefer.

## Verbreitung und Lebensweise
Diese Fledermaus kommt auf der Insel Sokotra bis 300 Meter Höhe vor. Sie bewohnt trockene Buschländer und jagt meist über kleinen Wasserläufen oder Wadis. Die nachtaktiven Exemplare benutzen Rufe zur Echoortung, deren Intensität bei 45 bis 47 kHz am stärksten ist. Ein Mitte Mai mit einem Japannetz gefangenes Weibchen hatte aktive Milchdrüsen. Andere Aspekte des Verhaltens entsprechen vermutlich anderen Gattungsvertretern, die Insekten fressen.

## Gefährdung
Der Klimawandel bedroht u. a. über mehr Extremwetterereignisse wie Stürme, Trockenperioden und Überflutungen die Art. Das Verbreitungsgebiet ist auf der 3579 km² großen Insel sehr begrenzt. Die IUCN listet die Lanza-Zwergfledermaus als stark gefährdet (endangered).